# 彭德爾頓 (印第安納州)
彭德爾頓（英語：Pendleton）是一個位於美國印地安納州麥迪遜縣的城鎮。

## 人口
根據2010年美國人口普查的數據，彭德爾頓的面積為34.79平方千米，當中陸地面積為34.61平方千米，而水域面積為0.18平方千米。當地共有人口4253人，而人口密度為每平方千米122人。